# Alföldy-Boruss Csilla
Alföldy-Boruss Csilla (Budapest, 1953. június 3. –) magyar orgona- és csembalóművész, zenetanár, zeneigazgató.

## Tanulmányai
1974-ben kezdett főtárgyként orgonát és csembalót tanulni a Zeneakadémián, tanárai Gergely Ferenc és Sebestyén János voltak. 1979-ben orgonaművészi, illetőleg szakközépiskolai orgona és zeneelmélet tanári diplomát szerzett. Ezt követően külföldi mesterkurzusokon vett részt: orgonakurzust végzett el Klaas Bolt professzornál a hollandiai Haarlemben (1979), valamint az Észak-német Orgonaakadémián (Norddeutschen Orgelakademie) is tanult Harald Vogel professzornál a németországi (akkoriban NSZK-beli) Bundéban (1979, 1980); mindkét tanára a régizene historikus előadásmódjának képviselője. 1980-ban még a szintén németországi, az akkori NDK területén levő Lipcsében és Halléban vett részt orgonakurzusokon.
Később, 1989 és 1990-ben a belgiumi Antwerpenben a Flamand Királyi Zeneakadémián már csembalón tanulta a régizene historikus előadásmódját Jos van Immerseel vezetése mellett. 1990 és 1992 között ismét elvégezte a Liszt Ferenc Zeneművészeti Egyetemet, ezúttal csembaló szakon Sebestyén Jánosnál, s csembalóművészi diplomát szerzett.
Kutatási területe a 16–17. századi billentyűs zene előadásmódja a korabeli hangszerek és írások ismeretében. Ezzel kapcsolatos előadásokat tart hazai szakmai körökben, zeneiskolákban, főiskolákon, orgonaépítők szakmai szimpóziumán. Német és holland nyelven is beszél.

## Munkahelyei
1979 és 1984 között a Gödöllői Körzeti Állami Zeneiskolában korrepetitorként dolgozott. Emellett már 1980-ban a Budapest Kelenföldi Református Egyházközség orgonistája, karnagya és egyházzenei igazgatója lett. 1984-től a győri Richter János Zeneművészeti Szakközépiskola orgona és csembaló tanára lett, 2001-től pedig a budapesti Szent István Király Zeneművészeti Szakközépiskolában is ugyanezeken a hangszereken tanítja a növendékeket.
1999-ben zsűritag volt a salgótarjáni Országos Orgonaversenyen.

## Versenyek
1979-ben nemzetközi orgonaversenyen vett részt az ausztriai Linzben, majd ugyanebben az évben Budapesten, 1980-ban pedig Münchenben is szerepelt hangversenyen.

## Koncertek

### Szólókoncertek
Közel 1000 koncertet adott magyarországi és külföldi orgonákon. Játszott Ausztriában, Németországban, Hollandiában, Belgiumban, Svájcban, Szlovákiában, Romániában, Finnországban, Svédországban, Norvégiában, Dániában, Izlandon, Angliában, Izraelben, Kanadában és az Amerikai Egyesült Államokban.
2000-től az általa akkor elindított, és azóta havi rendszerességgel megszervezett Kelenföldi Barokk Esték koncertsorozaton belül 18 orgonahangverseny alkalmával végigjátszotta Johann Sebastian Bach összes orgonaművét. 

### Kamarakoncertek
1977 óta koncertezik együtt kamarapartnerével, Alföldy-Boruss Eszter fuvolaművésszel; felléptek Németországban, Hollandiában, Izraelben, Kanadában és az USA-ban. Rajta kívül sok más hangszeres és énekművésszel szerepelt kamarakoncerten.

### Koncertek együttesekkel
Egyéb kamaraegyüttesek mellett fellépett a Magyar Rádió Énekkara, a Magyar Rádió Zenekara, a Pannonia Consort, a Nemzeti Filharmonikus Zenekar, a Lutheránia Énekkara társaságában. A Debreceni Kántussal együtt felléptek Kanadában és az Amerikai Egyesült Államokban (1986), a skandináv államokban (1998) és Hollandiában 1999.

## Televíziós és rádiós szereplések
Számos zenei felvételen volt hallható játéka, több alkalommal készült vele riport a Magyar Rádióban, a Holland Rádióban és a Magyar Televízióban (portréfilm 2005-ben a „Mai hitvallások” című sorozatban; Kájoni-kódex; Musica Sacra 2014-ben; portréfilm 2014-ben az MTV1-en)

## Lemezek
- Romantikus orgonazene az esztergomi Bazilikában: négykezes és két orgonás művek (Közreműködik: Martin Zonnenberg) (1991)
- Barokk fuvola-csembaló szonáták J. S. Bach, Telemann, Duphly, Vivaldi és Platti műveiből (Közreműködik: Alföldy-Boruss Eszter fuvolaművész) (1999)
- Erdély orgonái: Feketehalom – Kolozsvár – Medgyes – Kisdisznód (2000)
- Kelenföldi Református Ifjúsági Énekkar: Hűséged végtelen Atyám, nagy Isten! (Vezényel: Alföldy-Boruss Csilla) (2001)
- Kelenföldi Barokk Esték 50. jubileumi hangversenye (2005)
- Romantikus orgonazene a debreceni református nagytemplomban Mendelssohn, Reger, Dubois, Guilmant és C.Franck műveiből (2006)
- Református Énekek III. (Orgonán közreműködik: Alföldy-Boruss Csilla)[2] (2006)
- Johann Sebastian Bach orgonaművei (2009)
- Kelenföldi Református Énekkar: Bízzál, ne félj, a Krisztus él! (Vezényel: Alföldy-Boruss Csilla) (2008)
- Kelenföldi Református Énekkar: Örvendj világ, eljött az Úr! (Vezényel és orgonál: Alföldy-Boruss Csilla) (2013)
- Református énekek XIII. (Orgonál: Alföldy-Boruss Csilla) (2014)